# Rosen Barčovski
Rosen Cvjatkov Barčovski (in bulgaro Росен Цвятков Барчовски?; Sofia, 16 agosto 1960) è un ex cestista, allenatore di pallacanestro e dirigente sportivo bulgaro.
È il figlio di Cvjatko Barčovski e Vanja Vojnova.

## Carriera
Con la Bulgaria ha disputato i Campionati europei del 1985.
Da allenatore ha guidato la Bulgaria a tre edizioni dei Campionati europei (2005, 2011, 2022).

## Palmarès

### Allenatore
- Coppa di Bulgaria: 1

Rilski Sportist: 2016